# Chiesa di Sant'Apollonia (Castel Ivano)
La chiesa di Sant'Apollonia, o chiesa del Rinvenimento della Croce e Santa Apollonia, o ancora chiesa cimiteriale dell'Esaltazione della Santa Croce o di Santa Apollonia è il tempio cimiteriale di Spera, frazione di Castel Ivano in Trentino. Appartiene alla zona pastorale Valsugana - Primiero dell'arcidiocesi di Trento e risale al XIII secolo. Conserva un importante ciclo di affreschi medievali ed altari lignei del XVII secolo.

## Storia

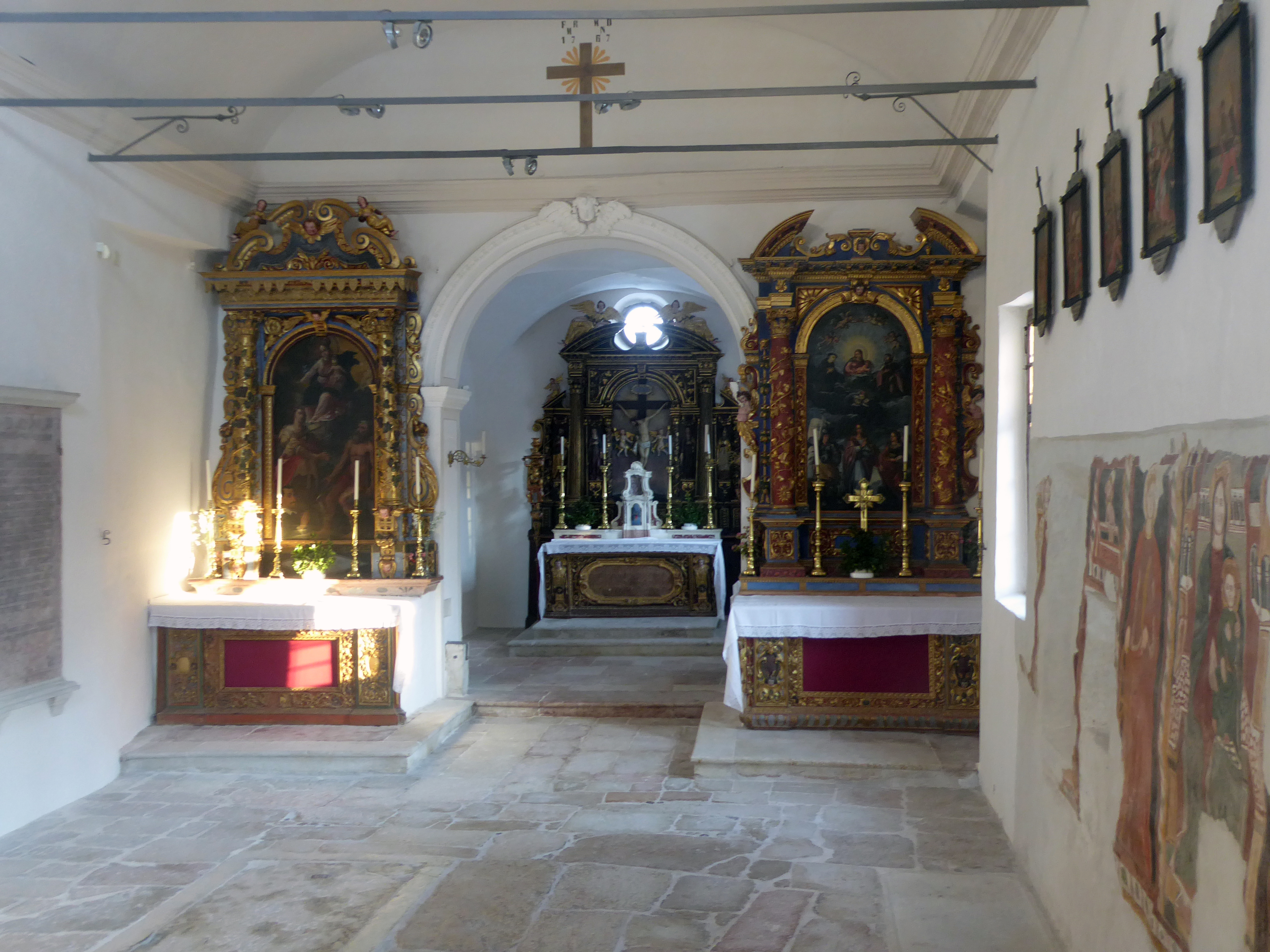
Interno

La chiesetta ha una storia antica, che inizia probabilmente nel XIII secolo o comunque entro il secolo successivo, e la sua originale dedicazione fu per la Santa Croce. Nel XV secolo fu arricchita sia nella facciata sia negli interni con affreschi attribuiti ad artista di scuola veronese.
All'inizio del XVII secolo l'antico edificio venne ampliato con l'aggiunta di una nuova parte presbiteriale. Durante tali lavori venne ristrutturata la facciata alla quale fu costruito un nuovo portale ma vennero perdute, in tal modo, le superfici affrescate. In epoca immediatamente successiva l'edificio venne ancora ampliato con la sagrestia e altri affreschi vennero scialbati come richiesto negli atti della visita pastorale del 1612.
Nel 1660 venne elevata a dignità di curazia della pieve dell'Immacolata di Strigno, divenendo così la prima chiesa curata di Spera.
Nel corso del XVIII secolo e sino al 1767 l'edificio fu oggetto di vari interventi che riguardarono in particolare la costruzione di una tettoia a due spioventi larga quasi quanto l'intera facciata e l'abbassamento della volta a botte nella sala. Nel 1786, sotto l'aspetto della giurisdizione ecclesiastica, entrò a far parte della diocesi di Trento lasciando quella di Feltre.
Negli anni sessanta vennero recuperati e restaurati gli affreschi che non erano stati completamente perduti, ancora presenti nelle pareti interne a sud e ad ovest. Un nuovo ciclo di restauri è stato realizzato tra il 2008 e il 2009. In quest'occasione sono stati ulteriormente ripresi gli affreschi già recuperati e sono venuti alla luce ulteriori lacerti di superfici affrescate.

## Descrizione

### Esterno
La chiesa cimiteriale di Sant'Apollonia, che in origine fu dedicata alla Santa Croce, si trova nella parte più orientale dell'abitato di Spera ed ha orientamento verso est. La facciata è semplice, a capanna, con due spioventi particolarmente ripidi ed è caratterizzata da una tettoia a due spioventi meno ripidi, larga quasi quanto la facciata stessa, posta a protezione del portale architravato e di due piccole finestre quadrate e con inferriate. Il campanile è a vela, ed è posto anteriormente, al centro della facciata.

### Interno
La navata interna è unica con volta a botte ribassata. Il presbiterio è leggermente rialzato ed ha la volta a crociera.

### Aspetti artistici e storici
Conserva all'interno un ciclo di affreschi di scuola veneta (veronese o padovana) che risalgono al XV secolo ed alcune parti affrescate si possono vedere anche sulla facciata. Il ciclo interno è suddiviso in sette quadri che comprendono la Madonna in trono, San Rocco, Santa Caterina e Sant'Antonio. Sono molto importanti gli altari in legno del XVII secolo, e in particolare sull'altare maggiore si trova la scultura lignea con gruppo raffigurante la Crocifissione. Sugli altari laterali dipinti raffiguranti Madonna e santi, di Lorenzo Fiorentini, e Madonna e santi Apollonia e Giobbe.